# Claudia Black
Claudia Lee Black (Sydney, 1972. október 11. –) ausztrál színésznő.

## Pályafutása
1990-ben döntős lett a Globe Shakespeare versenyen. Claudia Black az amerikai közönség számára leginkább Aeryn Sun-ként ismert, aki egy Sebacean békefenntartó a Csillagközi szökevények című sorozatban. Filmes pályafutását Pandoraként kezdte a Michael Rymer által rendezett A kárhozottak királynője című könyvadaptációban, olyan színészek mellett, mint Aaliyah és Stuart Townsend. Szerepet kapott még a Pitch Black című sci-fi-ben is Vin Diesel társaságában. Black számos Ausztráliában kedvelt sorozatban és filmben szerepelt, ahol leginkább a Good Guys, Bad Guys című filmből ismerhetik, amiben remekül alakította egy hermafrodita szerepét. Másik leginkább kedvelt filmje a City Life, melyben az egyik főszereplőt, Angela Kostapas-t játszotta. Egyéb sorozatokban is szerepelt: G.P., Police Rescue, A Country Practice, Water Rats, Seven Deadly Sins. Vendégszerepeket is kapott Hercules-ben és a Beastmaster-ben. Black színházi darabokban is fellépett: The Merchant of Venice, Little Women, The World Knot, Spotlight on Women, Portrait of Dorian Gray, Loose Ends, Pick Ups. 
A Csillagkapu CSK-1 sorozat 8. évadában mellékszereplő, míg a a 9. évadtól főszereplő, Vala Mal Doran néven. Vala Mal Doran egy ex-Goa'uld, Qetesh gazdateste, aki sajátos életvitelével és megkérdőjelezhető céljaival felborítja a Csillagkapu Parancsnokság megszokott működését. Később a tolvajnő az Ori hadjárat egyik kiemelt szereplője lett.
A videójátékok rajongói számára Morriganként lehet ismerős a Dragon Age: Vérvonalak című játékból.

## Filmográfia

### Film
| Év   | Magyar cím                       | Eredeti cím                | Szerep                     | Magyar hang  |
| ---- | -------------------------------- | -------------------------- | -------------------------- | ------------ |
| 2000 | Pitch Black – 22 évente sötétség | Pitch Black                | Sharon "Shazza" Montgomery | Kovács Nóra  |
| 2002 | A kárhozottak királynője         | Queen of the Damned        | Pandora                    |              |
| 2007 |                                  | Stolen Life                | Kieru (hangja)             |              |
| 2008 | Csillagkapu: Az igazság ládája   | Stargate: The Ark of Truth | Vala Mal Doran             | Balogh Erika |
| 2008 | WarGames 2. – A halálkód         | WarGames: The Dead Code    | R.I.P.L.E.Y. (hangja)      |              |
| 2008 | Csillagkapu: Continuum           | Stargate: Continuum        | Vala Mal Doran / Qetesh    | Makay Andrea |
| 2011 | Rango                            | Rango                      | Angelique (hangja)         | Pálfi Kata   |
| 2012 | Az Igazság Ligája – Pusztulás    | Justice League: Doom       | Cheetah (hangja)           |              |
| 2012 |                                  | Strange Frame              | Parker C. Boyd (hangja)    |              |
| 2012 |                                  | The Alchemist Agenda       | Ariel                      |              |
| 2013 |                                  | Rain from Stars            | Donna                      |              |
| 2021 |                                  | Time Now                   | Aunt Joan                  |              |
| 2022 |                                  | DEUS                       | Karla Grey                 |              |

### Televízió
- Otthonunk (1992)
- G.P. (1993)
- Mentőosztag (1993)
- A Country Practice (1993-1994)
- City Life (1996-1998)
- Vízizsaruk (1997)
- Herkules (1997-1998)
- Csillagközi szökevények (1999-2003)
- Xena: A harcos hercegnő (2000)
- A vadak ura (2001)
- Csillagközi szökevények: Harc a békéért (2004)
- Csillagkapu (2004-2007)
- A Dresden-akták (2007)
- Holdfény (2008)
- NCIS – Tengerészeti helyszínelők (2010)
- Rick és Morty (2014-2019)
- A sötétség kora (2015)
- Az űr vége (2019-2021)
- Ahsoka (2023)